# Cryptelytrops albolabris
Cryptelytrops albolabris är en ormart som beskrevs av Gray 1842. Cryptelytrops albolabris ingår i släktet Cryptelytrops och familjen huggormar. Inga underarter finns listade i Catalogue of Life.
Släktet Cryptelytrops infogas ofta som synonym i palmhuggormar (Trimeresurus), bland annat av The Reptile Database, men inte av IUCN.

## Utseende
Arten når vanligen en längd av 95 cm. Den har gröna fjäll på ovansidan, gula till vita fjäll på undersidan, en smal bål, ett brett huvud och tydliga groporgan. Kännetecknande för arten är ett vitt eller gult band vid munnen som dock kan vara otydlig. Därför förväxlas Cryptelytrops albolabris ofta med nära släktingar. Ormen har gula ögon och lodräta pupiller. Arten svans är 12 till 13 cm lång.

## Utbredning och habitat
Utbredningsområdet ligger i Sydostasien från nordöstra Indien och sydöstra Kina till Laos, Vietnam och centrala Malackahalvön. Avskilda populationer lever på södra Sumatra och på västra Java. Ormen vistas i låglandet och i bergstrakter upp till 1200 meter över havet. Den kan anpassa sig till flera olika landskap från täta skogar till öppna habitat som ängar, buskskogar, jordbruksmark och människans samhällen. Enligt en annan källa sträcker sig utbredningen västerut till Nepal och regionen Kashmir.

## Ekologi
Cryptelytrops albolabris jagar olika mindre ryggradsdjur som grodor, fåglar och små däggdjur. Det giftiga bettet anses vara för svag för att skada en frisk människa. Honan föder cirka 10 levande ungar (vivipari) per tillfälle.

## Status
Ormen dödas ibland av människor som är rädd för det giftiga bettet. I Vietnam fångas några individer som mat och giftet används där i den traditionella asiatiska medicinen. Hoten anses inte vara allvarliga. IUCN kategoriserar arten globalt som livskraftig.